# ダリン・マストロアーニ
ダリン・ポール・マストロアーニ（Darin Paul Mastroianni , 1985年8月26日 - ）は、 アメリカ合衆国・ニューヨーク州ウエストチェスター郡マウントキスコ出身の元プロ野球選手（外野手）。右投右打。

## 経歴

### プロ入りとブルージェイズ時代
2007年のMLBドラフト16巡目（全体505位）でトロント・ブルージェイズから指名され、6月12日に入団。
2011年8月23日にトレードで加入したケリー・ジョンソンがパスポートをアリゾナに忘れてカナダに入国できなかったことによる緊急処置として、24日にメジャー昇格し、同日のカンザスシティ・ロイヤルズ戦でメジャーデビューを果たした。
2012年2月1日にDFAとなった。

### ツインズ時代
2012年2月9日、ウェーバーでミネソタ・ツインズに移籍した。5月9日にメジャーへ昇格し、主に外野の控えや代走要員として77試合に出場した。
2013年4月16日に左足首を負傷し、翌17日に15日間の故障者リスト入りした。5月22日に60日間の故障者リストへ異動。8月15日に故障者リストから外れ、傘下のAAA級ロチェスター・レッドウイングスへ降格した。8月30日に再昇格。この年は30試合に出場し、打率.185・5打点・2盗塁だった。オフの12月23日にDFAとなった。
2014年1月9日にツインズとマイナー契約で再契約した。4月9日にツインズとメジャー契約を結ぶことが発表され、翌10日に40人枠入りした。7試合に出場したが、4月20日にDFAとなった。

### ブルージェイズ復帰
2014年4月22日にウェーバーで古巣・ブルージェイズへ移籍。同日に傘下のAAA級バッファロー・バイソンズへ異動した。

### フィリーズ傘下時代
2014年11月1日にフィラデルフィア・フィリーズとマイナー契約を結んだ。

### ナショナルズ傘下時代
2015年5月5日に金銭トレードで、ワシントン・ナショナルズへ移籍した。11月6日にFAとなった。

### ツインズ復帰
2015年12月14日に古巣・ツインズとマイナー契約を結んだ。
2016年の開幕はAAA級ロチェスターで迎えたが、5月6日にメジャー契約を結んで25人枠入りした。5月25日に故障者リスト入りの後、復帰した7月4日に40人枠を外れる形でAAA級ロチェスターへ配属となり、8月8日に自由契約となった。

### レンジャーズ傘下時代
2016年8月10日にテキサス・レンジャーズとマイナー契約を結んだ。シーズン終了後の11月7日にFAとなった。

## 詳細情報

### 年度別打撃成績
| 年 度     | 球 団     | 試 合 | 打 席 | 打 数 | 得 点 | 安 打 | 二 塁 打 | 三 塁 打 | 本 塁 打 | 塁 打 | 打 点 | 盗 塁 | 盗 塁 死 | 犠 打 | 犠 飛 | 四 球 | 敬 遠 | 死 球 | 三 振 | 併 殺 打 | 打 率 | 出 塁 率 | 長 打 率 | O P S |
| --------- | --------- | ----- | ----- | ----- | ----- | ----- | -------- | -------- | -------- | ----- | ----- | ----- | -------- | ----- | ----- | ----- | ----- | ----- | ----- | -------- | ----- | -------- | -------- | ----- |
| 2011      | TOR       | 1     | 3     | 2     | 0     | 0     | 0        | 0        | 0        | 0     | 0     | 0     | 0        | 1     | 0     | 0     | 0     | 0     | 1     | 0        | .000  | .000     | .000     | .000  |
| 2012      | MIN       | 77    | 186   | 163   | 22    | 41    | 3        | 2        | 3        | 57    | 17    | 21    | 3        | 3     | 1     | 18    | 0     | 1     | 45    | 4        | .252  | .328     | .350     | .678  |
| 2013      | MIN       | 30    | 73    | 65    | 5     | 12    | 2        | 0        | 0        | 14    | 5     | 2     | 1        | 3     | 1     | 3     | 0     | 1     | 23    | 2        | .185  | .229     | .215     | .444  |
| 通算：3年 | 通算：3年 | 108   | 262   | 230   | 27    | 53    | 5        | 2        | 3        | 71    | 22    | 23    | 4        | 7     | 2     | 21    | 0     | 2     | 69    | 6        | .230  | .298     | .309     | .607  |

### 背番号
- 1 (2011年)
- 19 (2012年 - 2014年途中)
- 33 (2014年途中 - 同年終了)
- 21 (2016年)